# Selbstversorgungsgrad

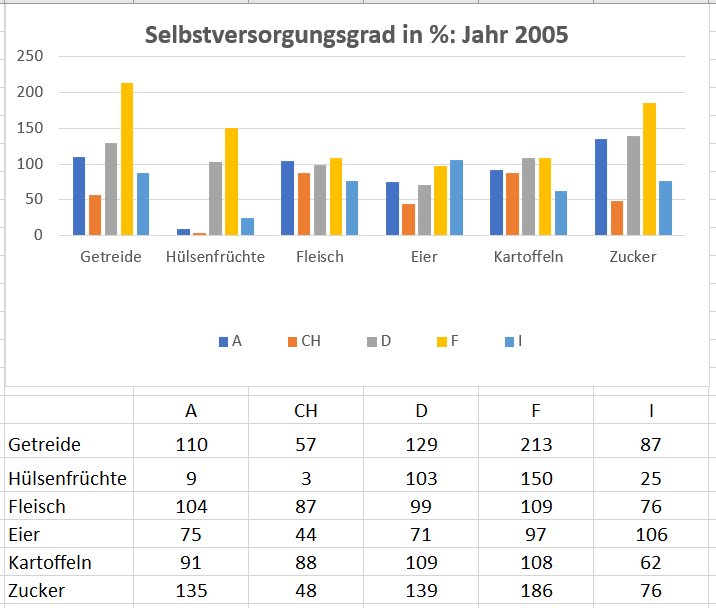
Grad der Selbstversorgung im Jahr 2005

Der Selbstversorgungsgrad ist eine volkswirtschaftliche Kennzahl, welche die inländische Herstellung von Produkten in Prozent ihres Verbrauchs angibt.

## Allgemeines
Mit dem Selbstversorgungsgrad soll ermittelt werden, inwieweit die heimische Produktion im Inland ausreicht, um die inländische Nachfrage zwecks Selbstversorgung zu decken. Er wird berechnet, indem man die Bruttoeigenerzeugung {\displaystyle Pw} dem Verbrauch {\displaystyle V} gegenüberstellt:
{\displaystyle {\text{Selbstversorgungsgrad}}={\frac {\text{Pw}}{\text{V}}}\cdot 100\,\%}.
Als Verbrauch (englisch consumption) bezeichnet man den Verzehr von Gütern und Dienstleistungen zwecks direkter oder indirekter Bedürfnisbefriedigung. Optimal ist ein Selbstversorgungsgrad von 100 %, er bedeutet vollständige Autarkie. Unter 100 % müssen Produkte aus dem Ausland importiert werden, über 100 % führt zu einem Export oder zur Lagerung. Importabhängigkeit kann zur politischen und/oder wirtschaftlichen Abhängigkeit vom Ausland führen und bewirkt eine Belastung der Zahlungsbilanz mit der Folge eines Zahlungsbilanzdefizits. Werden Waren verbraucht, die im Land nicht selbst hergestellt werden können (beispielsweise Tropenfrüchte in Industriestaaten), liegt der Selbstversorgungsgrad bei 0 %.
Die Höhe des Selbstversorgungsgrads gibt zwar Auskunft darüber, welcher Anteil der im Inland verbrauchten Nahrungsmittel aus Inlandsproduktion stammt, beantwortet aber zwei Themen nicht:
- Trotz hohem Selbstversorgungsgrad bei Agrarprodukten leiden einige Menschen wegen Armut an Hunger, weil sie die Lebensmittel schlechthin nicht bezahlen können.
- Die Volatilität des Selbstversorgungsgrads lässt keine Schlussfolgerungen zu, ob auch künftig – etwa bei Missernten – noch ausreichende Selbstversorgung möglich ist.

Ob der Agrarprotektionismus zu einer größeren Versorgungssicherheit beitragen kann, ist dabei unerheblich.

## Deutschland
Selbstversorgungsgrade werden insbesondere in der Landwirtschaft und im Energiesektor gemessen.

### Landwirtschaft
Der Selbstversorgungsgrad der Agrarproduktion in Deutschland entwickelte sich bei einigen Agrarprodukten wie folgt:
| Agrarprodukt          | 1978  | 2001  | 2018  | 2022  |
| --------------------- | ----- | ----- | ----- | ----- |
| Butter                | 135,0 | 79,0  | 100,0 | 92,4  |
| Eier                  | 79,0  | 75,0  | 71,9  | 75,7  |
| Geflügelfleisch       | 58,0  | 64,0  | 98,9  | 104,6 |
| Getreide              | 84,0  | 129,0 | 112,4 | 109,0 |
| Käse                  | 90,0  | 107,0 | 123,9 | 121,0 |
| Kartoffeln            | 94,0  | 108,0 | 148,0 | 150,0 |
| Rind- und Kalbfleisch | 100,0 | 166,0 | 98,2  | 101,9 |
| Schweinefleisch       | 88,0  | 88,0  | 119,2 | 75,7  |
| Zucker                | 129,0 | 136,0 | 161,0 | 149,0 |

Vor allem in der Landwirtschaft spielt der Selbstversorgungsgrad eine wichtige Rolle. Hier wird für einzelne Agrarprodukte ermittelt, inwieweit sie den Inlandsverbrauch decken können. Die Gemeinsame Agrarpolitik der EU nennt die Versorgungssicherheit als eines der wichtigen Ziele und benennt die Gemeinschaftspräferenz – also eine Bevorzugung von in der EU produzierten Agrarprodukten – zur Erhöhung des Selbstversorgungsgrades als einen der Grundsätze hierzu.
Die Selbstversorgungsgrade schwanken teilweise im Zeitverlauf erheblich, was – bei eher konstantem Verbrauch – auf das Wetterrisiko zurückzuführen ist, die entweder zu Rekordernten mit Überproduktion (Angebotsüberhang) oder Missernten mit Angebotslücken führen können.

### Energie
Bei Energieträgern schwankt der deutsche Selbstversorgungsgrad zwischen den Extremwerten 100 % und 0 %. Je geringer der Selbstversorgungsgrad, umso höher ist die Importabhängigkeit. Diese ist mit Risiken verbunden, denn beispielsweise führte die deutsche Importabhängigkeit von Erdgas aus Russland im Januar 2009 zu einer Versorgungskrise, weil es wegen des Streits zwischen Russland und der Ukraine zu enormen Lieferengpässen bei Erdgas kam. Auch die Ölpreiskrisen in den Jahren 1973 und 1979/1980 lösten Versorgungskrisen mit gravierenden gesamtwirtschaftlichen Auswirkungen aus.
| Energieträger        | 2007 | 2017 | 2022 |
| -------------------- | ---- | ---- | ---- |
| Braunkohle           | 100  | 100  | 100  |
| Erdgas               | 017  | 007  | 005  |
| Erneuerbare Energien | 100  | 100  | 100  |
| Kernenergie          | 000  | 000  | 000  |
| Mineralöl            | 003  | 002  | 002  |
| Steinkohle           | 032  | 007  | 100  |

Bei erneuerbaren Energien gibt es zwar eine 100%ige Selbstversorgung in Deutschland, doch machen diese (2017) lediglich 13,1 % des Primärenergieverbrauchs aus. Dagegen ist die Importabhängigkeit bei den Hauptenergieträgern Mineralöl (34,5 % Anteil am Primärenergieverbrauch) und Erdgas (23,8 %) extrem hoch.

## International

### Österreich
Der Selbstversorgungsgrad lag 2016 in Österreich bei Milch bei 166 %, gefolgt von Kartoffeln (136 %), Fleisch (108 %), Bier (104 %), Äpfeln (95 %), Wein (90 %), Getreide (88 %), Zwetschken/Pflaumen (80 %), Birnen (73 %), Sojabohnen (72 %), Gemüse (57 %), Ölsaat (45 %) oder Pfirsichen/Nektarinen (10 %).

### Schweiz
Während des Zweiten Weltkrieges wurde der Selbstversorgungsgrad der von den Kriegsparteien eingeschlossenen Schweiz mit dem Plan Wahlen gesteigert, um die Schweizer Bevölkerung und die rund 300.000 Flüchtlinge vor Hunger und allzu großen Entbehrungen zu bewahren. Nach dem Zweiten Weltkrieg wurde die Landwirtschaft stark intensiviert, um die zwischen 1950 und 2004 von 4,7 auf 7,5 Millionen gewachsene Bevölkerung versorgen zu können. Der gegenwärtige Selbstversorgungsgrad ist mit einem täglichen Pro-Kopf-Konsum von 14.091 kJ berechnet.
Selbstversorgungsgrad brutto
Der Brutto-Selbstversorgungsgrad lag in den letzten Jahren relativ konstant bei 60 Prozent, rund 40 Prozent der Lebensmittel wurden importiert. Entwicklung des brutto Selbstversorgungsgrades in der Schweiz (kalorienmässiger Anteil in Prozent):
- 2000: 62 %,
- 2005: 63 %,
- 2010: 60 %,
- 2011: 63 %,
- 2012: 62 %,
- 2013: 58 %,
- 2014: 63 %,
- 2015: 59 %,
- 2016: 56 %,
- 2017: 59 %,
- 2018: 58 %,
- 2019: 57 %,
- 2020: 56 %.[12]

Im Jahr 2020 betrug der Selbstversorgungsgrad in der Schweiz 56 Prozent brutto, was dem Durchschnitt aus dem Selbstversorgungsgrad bei der tierischen Produktion von 94 Prozent und bei der pflanzlichen Produktion von 39 Prozent entspricht. In Bezug auf einzelne Produkte gibt es große Unterschiede. So lag der Selbstversorgungsgrad 2020 bei Gemüse bei 48 Prozent, der Selbstversorgungsgrad 2016 beim Tabak bei 3,2 Prozent.
Selbstversorgungsgrad netto
Der Netto-Selbstversorgungsgrad lag 2016 bei 48 Prozent und 2020 bei 49 Prozent. Hier werden zwar die importierten Futtermittel einberechnet, andere Vorleistungen wie Dünger, Pflanzenschutzmittel, Treibstoff und Saatgut bleiben jedoch unberücksichtigt. Wären alle importierten Vorleistungen einberechnet, läge der Selbstversorgungsgrad der Schweiz um einiges tiefer. Die Schweizer Regierung hat gemäß Art. 102 Abs. 1 Bundesverfassung der Schweizerischen Eidgenossenschaft den Auftrag, die wirtschaftliche Landesversorgung mit lebenswichtigen Gütern und Dienstleistungen für den Fall „machtpolitischer oder kriegerischer Bedrohungen sowie in schweren Mangellagen, denen die Wirtschaft nicht selbst zu begegnen vermag“, sicherzustellen. Hierfür hat der Bund gemäß Verfassung „vorsorgliche Maßnahmen zu treffen“. Eine solche ist das Betreiben sogenannter Pflichtlager.

### Entwicklungs- und Schwellenländer
Für die Bevölkerung der Zweiten, Dritten und Vierten Welt besteht tendenziell eine Unterversorgung an Nahrungsmitteln und Trinkwasser, was entweder auf Knappheit der heimischen Güter und/oder auf Geldmangel (Armut) zurückzuführen ist (siehe Armutsforschung). Der Selbstversorgungsgrad ist hier im Rahmen der Subsistenzwirtschaft (siehe Subsistenzwirtschaft in Entwicklungsländern) von erheblicher Bedeutung und ein wesentliches Staatsziel.